# 切齒牙漢魚
切齒牙漢魚，為輻鰭魚綱銀漢魚目擬銀漢魚科的其中一種，分布於大西洋阿根廷、烏拉圭與巴西南部淡水、半鹹水及海域，為亞熱帶魚類，體長可達10公分，棲息在底中層水域，生活習性不明。